# Turówka (województwo podlaskie)
Turówka – wieś w Polsce położona w województwie podlaskim, w powiecie augustowskim, w gminie Augustów.
Wieś starostwa augustowskiego w ziemi bielskiej województwa podlaskiego w 1795 roku. W latach 1975–1998 miejscowość administracyjnie należała do województwa suwalskiego.